# Liste der Monuments historiques in Walheim
Die Liste der Monuments historiques in Walheim führt die Monuments historiques in der französischen Gemeinde Walheim auf.

## Liste der Bauwerke
| Bezeichnung | Beschreibung                                                                              | Standort               | Kennzeichnung | Schutzstatus | Datum | Bild |
| ----------- | ----------------------------------------------------------------------------------------- | ---------------------- | ------------- | ------------ | ----- | ---- |
| Moulin Bas  | Wassermühle, Ende des 16. Jahrhunderts; technische Ausstattung und Wasserführung erhalten | 26 rue du Stade (Lage) | PA68000015    | Inscrit      | 1997  |      |

## Liste der Objekte
| Bezeichnung                          | Beschreibung                                                                                               | Standort                       | Kennzeichnung | Schutzstatus | Datum | Bild |
| ------------------------------------ | --- | ------------------------------ | ------------- | ------------ | ----- | ---- |
| Kanzel                               | Holz, farbig gefasst und vergoldet, 19. Jahrhundert                                                        | in der Kirche St-Martin (Lage) | PM68001199    | Inscrit      | 1984  |      |
| Kruzifix                             | Elfenbein, 18. Jahrhundert                                                                                 | in der Kirche St-Martin (Lage) | PM68001195    | Inscrit      | 1984  |      |
| Skulptur Maria Immaculata            | Holz, farbig gefasst und vergoldet, 18. Jahrhundert                                                        | in der Kirche St-Martin (Lage) | PM68001196    | Inscrit      | 1984  |      |
| Blasiusaltar                         | Altartisch, Retabel, Skulptur und drei Gemälde; Holz, farbig gefasst und vergoldet, ab dem 16. Jahrhundert | in der Kirche St-Martin (Lage) | PM68000589    | Classé       | 1982  |      |
| Kruzifix                             | Holz, farbig gefasst, erste Hälfte des 19. Jahrhunderts                                                    | in der Kirche St-Martin (Lage) | PM68001194    | Inscrit      | 1984  |      |
| Skulptur Heilige Odilie              | Holz, farbig gefasst, um 1800                                                                              | in der Kirche St-Martin (Lage) | PM68001197    | Inscrit      | 1984  |      |
| Skulptur Heiliger Antonius von Padua | Holz, farbig gefasst und vergoldet, um 1800                                                                | in der Kirche St-Martin (Lage) | PM68001198    | Inscrit      | 1984  |      |